# Mahindra Scorpio
Mahindra Scorpio — внедорожник, выпускаемый с 2002 года индийской компанией Mahindra & Mahindra.

## Первое поколение
Модель является первой полностью самостоятельной разработкой компании Mahindra & Mahindra, которая до середины 1990-х годов занималась только сборкой джипов Willys и с 1988 года выпуская на его базе Mahindra Armada. Не имея технических ноу-хау для воплощения такого амбициозного продукта, компания избрала оригинальную концепцию: только определила дизайн и технические характеристики, а все основные системы были разработаны поставщиками комплектующих и субподрядчиками, в итоге создав с нуля новый автомобиль. Стоимость проекта, включая модернизацию под производство завода, составило около 120 миллионов долларов и заняло пять лет от концепции до запуска в производство.
Производство было начато в июне 2002 года на заводе в индийском Нашике, затем модель в 2006, 2009 и 2014 годах проходила небольшие рестайлинги, касающиеся оформления переднего бампера и оптики. С июня 2007 года был начат выпуск модификации в кузове пикап.
За двадцать лет производства модель выпущена тиражом более 800 тысяч штук.
В 2022 году была представлено как второе поколение модель Scorpio-N, но выпуск первого поколения продолжился под названием «Scorpio Classic», однако, теперь модель осталась без полноприводного варианта и только с МКПП.
Кроме Индии модель продаётся во многих государствах Азии, Африки, Южной Америки; с 2003 года в Европе, с 2009 года в Австралии, с 2014 года в Новой Зеландии, с 2017 года в Индонезии. Сборка из CKD комплектов налажена в Египте и Уругвае. На внешних рынках продаётся как Mahindra Goa.
В России модель была представлена в 2005 году, партия из 100 экземпляров была собрана на ГАЗе как Mahindra Marshal, но на этом проект заглох — по оценке журнала «За рулём» причин было несколько: завышенная цена в 20-23 тыс. долларов, остававшийся на тот момент надежды на запуск ГАЗ-3106, и явный проигрыш запущенному в тот год в производство УАЗ Патриот.

## Галерея
- вид спереди, рестайлинг 2006-2009
- вид сзади, рестайлинг 2014-2022
- версия пикап

## Второе поколение
В июне 2022 года как второе поколение была представлена модель Scorpio-N. Дизайн модели был полностью изменен, размеры больше, чем у его предыдущей модели. Двигатель — бензиновый 2,2-литровый атмосферный или 2,0-литровый с турбонаддувом. Стоимость на рынке Индии от 1,199 млн рупий до 1,499 млн рупий (от 912 тыс. руб. до 1,140 млн руб. по курсу августа 2022 года).